# 1430 w polityce
Wydarzenia polityczne w 1430 roku.

## Wydarzenia w Polsce
- 4 marca – Władysław Jagiełło nadał przywilej jedlneński, później powtórzony w Krakowie, a gwarantujący wolność osobistą szlachty.
- 10 listopada – Kazimierz I oświęcimski nadał Wadowicom dokument lokacyjny.
- data nieznana – Osiek otrzymał prawa miejskie.

## Wydarzenia na świecie
- 7 stycznia – Filip III Dobry, książę Burgundii, poślubił w Brugii Izabelę Aviz, infantkę portugalską.
- 10 stycznia – Filip III Dobry założył w Brugii rycerski Zakon Złotego Runa.
- 29 marca – sułtan Murad II zdobył Saloniki.
- 3 maja – Joanna d’Arc została pojmana przez Burgundczyków w trakcie próby wyzwolenia Compiègne.
- 23-28 kwietnia – bitwa pod Trnawą.
- 27 października – Świdrygiełło został wyznaczony nowym Wielkim Księciem Litewskim.

## Urodzili się
- 23 marca – Małgorzata Andegaweńska, królowa Anglii z dynastii Walezjuszów (zm. 1482)
- 16 października – Jakub II Stuart, król Szkocji (zm. 1460)

## Zmarli
- 5 stycznia – Filipa Lancaster, angielska księżniczka z dynastii Lancasterów, królowa Danii, Szwecji i Norwegii (ur. 1394)
- 27 października – Witold Kiejstutowicz, wielki książę litewski (ur. 1354 lub 1355)